# The Hammocks
The Hammocks è un Census-designated place degli Stati Uniti d'America situato nella parte meridionale della Contea di Miami-Dade dello Stato della Florida.
Secondo il censimento  del 2010, la città ha una popolazione di 51.003 abitanti su una superficie di 20,80 km².